# Kąty (Chróścice)
Kąty – przysiółek wsi Chróścice w Polsce położony w województwie opolskim, w powiecie opolskim, w gminie Dobrzeń Wielki.
W latach 1975–1998 przysiółek również należał do województwa opolskiego.